# Andrott
Andrott (en Malayalam: ആന്ധ്രോത് ദ്വീപ്) es una pequeña isla habitada en el territorio de la unión de las Islas Laquedivas, un grupo de 36 islas de coral diseminadas en el Mar Arábigo frente a la costa occidental de la India aproximadamente a 198 kilómetros de Kozhikode y a 293 km de Kochi. Es la más cercana a la parte continental de todas las islas en el grupo y es también la más larga. La isla tiene una superficie de 4,84 km² y es la única isla del grupo en tener una orientación este-oeste.
Esta es la más grande isla de Laquedivas. Se trata de un territorio protegido y no es un destino turístico. La mayoría de sus habitantes son musulmanes.